# Augustine Okocha
Augustine Azuka "Jay-Jay" Okocha (Enugu, 14 augustus 1973) is een Nigeriaans voormalig profvoetballer. Zijn bijnaam Jay-Jay heeft hij te danken aan zijn spel en techniek. Hij speelde 75 interlands voor het Nigeriaans voetbalelftal.
Okocha vertrok in 1990 naar Europa om voor VfB Neunkirchen te spelen. In 1996 maakte hij de overstap naar het Turkse Fenerbahçe, waar de Nigeriaan twee seizoen bleef en in 1997 landskampioen werd. Paris Saint-Germain werd in 1998 de nieuwe club van Okocha. Na het Wereldkampioenschap voetbal 2002 vertrok hij naar Bolton Wanderers. Okocha gold daar als de grote vedette, maar desondanks besloot hij in 2006 Bolton te verlaten voor het Arabische Al-Ittihad, waarna hij in 2007 terugkeerde naar Engeland om voor Hull City AFC (Football League Championship) te gaan spelen.
Okocha was een vaste waarde in het nationale team. De middenvelder kwam uit op drie WK's, namelijk Amerika 1994, Frankrijk 1998 en Japan en Zuid-Korea 2002. In 1998 werd hij gekozen in het sterrenelftal van dat WK. Verder kwam Okocha uit op diverse toernooien om de Afrika Cup en wist hij tijdens de Olympische Zomerspelen 1996 de gouden medaille met Nigeria te winnen. Okocha werd in 2004 en 2005 door de BBC gekozen tot Afrikaans speler van het jaar in de Premier League.
Dankzij zijn techniek wordt Okocha ook regelmatig vergeleken met Diego Maradona. Hij kreeg dan ook een tweede bijnaam, 'De Afrikaanse Maradona'. Okocha is vader van een zoon, luisterend naar de naam A-J Okocha.

## Erelijst
Borussia Neunkirchen
- Saarlandpokal: 1989/90, 1991/92
- Oberliga Südwest: 1990/91

 Fenerbahçe
- Başbakanlık Kupası: 1998
- Atatürk Kupası: 1998

 Paris Saint-Germain
- Trophée des Champions: 1998
- UEFA Intertoto Cup: 2001

 Nigeria
- Africa Cup of Nations: 1994
- Afro-Asian Cup of Nations: 1995
- Olympische Spelen: 1996

Individueel
- Duits Doelpunt van het Jaar: 1993
- Nigeriaans Voetballer van het Jaar: 1995, 1997, 2000, 2002, 2003, 2004, 2005
- Afrikaans voetballer van het jaar: tweede in 1998
- Wereldkampioenschap voetbal All-Star Team (reserve): 1998
- BBC African Footballer of the Year: 2003, 2004
- BBC Goal of the Month: april 2003
- Premier League Player of the Month: november 2003
- Africa Cup of Nations Topscorer: 2004
- Africa Cup of Nations Beste Speler: 2004
- Bolton Wanderers Player of the Year: 2004/05